# Свети Йоан Предтеча (Велика Лавра)
„Свети Йоан Предтеча“ (на румънски: Schitul românesc Prodromu; на гръцки: Σκήτη Τιμίου Προδρόμου Μεγίστης Λαύρας) е румънски православен общежителен скит в Атонската Света Гора, подчинен на манастира Великата Лавра и разположен на около 4 км от манастира, на 250 м надморска височина. Посветен е на Свети Йоан Кръстител. Скитът се намира под юрисдикцията на Константинополската патриаршия.

## История
Румънският общежителен скит е основан от молдовски монаси в началото на XIX век. През 1851 г. монасите Нифонт и Нектарий купуват намиращите се на същото място килии, посветени на Свити Йоан Кръстител, в които по-рано са живели гръцки монаси от остров Хиос, и през 1856 г. с благословията на константинополския патриарх Кирил VII основават общежителен скит. Монасите започват да набират средства за строителството на скита.
Главната църква на скита е построена през 1857 г. и е осветена през 1866 г. Храмът е с дължина 30 метра и ширина 8.5 метра, с три купола. Стенописите в храма са изпълнени от румънски зографи през 1862 – 1863 г. В църквата се съхранява частици от свети мощи – на св. Йоан Кръстител, св.Йоан Златоуст, апостол Матей, св.Стефан, св. Варвара, св.Григорий Богослов, св. Модест Йерусалимски, св. св. Козма и Дамян, св.Трифон, св. Харалампий, св. Клементия, св.мъченици Мина и Виктор, кръвта на св.Димитър, част от надгробната плоча на Светата гробница, както и много стари икони, най-почитана от които е чудотворна икона на Божията Майка, пренесена от Яш.
В библиотеката на скита се съхраняват 5000 печатни книги (по голямата част от които – на румънски език) и 130 ръкописи.
Първоначално скитът е наречен Молдовски скит Продром, но след обединението на Влахия и Молдавия на 24 януари 1859 г. и създаването на Румъния, обителта променя името си като започва да се нарича Румънски скит Продром. През 1889 г., Великата лавра издава нов акт за скита, който е утвърден и от Вселенския патриарх Дионисий V. Потвърждава се, че скитът ще носи името „румънски“, че е общежителен и принадлежи към Великата лавра, както и максималния брой на живеещите в него се установява на до 60 монаси и 10 братя.
През годините скитът е разширен, построени са водопровод, музей, и болница. Сградите на скита са засегнати сериозно при земетресение през 1905 г. След 1944 г. комунистическият режим в Румъния конфискува имотите на скита в страната, като по този начин скитът остава без средства за издръжка. Помощите от Румъния се преустановяват, няма и нови монаси. Това положение започва бавно да се подобрява след 1963 г., когато по повод честванията на хиляда години от създаването на Атонската Света гора, на които присъстват всички предстоятели на източните православни църкви. Скитът отново започва да получава подкрепа от държавата, след 1976 г. пристигат и нови монаси. Възстановяването на скита започва през 1984 г.
На 11 април 2007 г., Румънският парламент приема закон, съгласно който се предвижда 250.000 € годишно за финансиране на скита от държавния бюджет чрез Министерството на културата и религиозните въпроси. Парите трябва да се използват за възстановяване и поддържане на четирите църкви и параклиси, за рекламни материали, както и за поддържане на дейността на монасите. 
В наши дни в скита живеят 25 румънски монаси.